# The Process of Weeding Out
The Process of Weeding Out es un EP instrumental de la banda estadounidense Black Flag lanzado en 1985 por SST Records. 
Es una de las realizaciones más potentes de las producciones de Ginn, quien cada vez más fascinado con el avant-garde, creó Weeding Out. Fue descrito por el crítico Chris True de Allmusic como "un interesante documento de Greg Ginn desarrollando la alta velocidad de su guitarra" y como "uno de los pocos músicos de punk rock en adoptar el Dodecafonismo." 
En el reverso del álbum el guitarrista Greg Ginn, escribió una parte que dice:
"...a pesar de que este disco puede comunicar ciertos sentimientos como, emociones, y algunas ideas, tengo fe en que los policías con sus mentes estrictamente lineales y aplicadas a las reglas mentales no tienen la habilidad para descifrar los contenidos intuitivos de este disco."

## Lista de canciones
Todas las canciones escritas por Greg Ginn, excepto donde lo indica.
Lado A
1. "Your Last Affront" – 9:39
2. "Screw the Law" – 2:24
Lado B
3. "The Process of Weeding Out" – 9:58
4. "Southern Rise" (Ginn/Kira Roessler/Bill Stevenson) – 5:00

## Personal
- Greg Ginn - guitarra.
- Kira Roessler - bajo eléctrico.
- Bill Stevenson - batería.
- Raymond Pettibon - arte.